# Andrée Vernay
Pour les articles homonymes, voir Vernay.
Andrée Vernay, née à Lyon le 17 octobre 1914 et morte à Marrakech le 2 janvier 1942, à l'âge de 27 ans, est une poétesse de langue française dont l’œuvre constituée d'un unique recueil de poèmes Dernière Terre, a été publié à titre posthume en 1962.

## Biographie
Andrée Vernay perd ses parents de bonne heure. Si son frère et sa sœur sont entrés dans les ordres, de son côté elle perdit très vite la foi, expérience qui affleure dans de nombreux poèmes. Elle interrompt ses études à l'âge de 17 ans, après avoir appris qu'elle était atteinte de la tuberculose, maladie qui aura une grande influence sur ses textes et sera la cause de sa mort. N'ayant rien publié de son vivant, ses premiers poèmes paraîtront en 1960 et en 1961 dans la revue Ariane, dirigée par Marguerite Grépon qui la fera connaître.

## Publications
- 1962 : Dernière Terre, Debresse, Paris.